# Krist Naranjo
Krist Pía Nicole Naranjo Peñaloza (Curicó, 8 de abril de 1977) es una política chilena con formación en arquitectura y especialista en permacultura. Desde el 14 de julio de 2021 ocupó el cargo de Gobernadora de la Región de Coquimbo, siendo la primera persona en asumir esta posición y en ser destituida del cargo. A partir del 4 de julio de 2024, fue suspendida por dos meses debido a una investigación de la Contraloría General de la República por mal uso de vehículos fiscales y notable abandono de deberes.
El 23 de agosto de 2024 el Tribunal Calificador de Elecciones la destituyó del cargo e inhabilitó para ejercer funciones públicas durante cinco años por mal uso de vehículos fiscales y notable abandono de deberes, transformándose en la primera Gobernadora Regional en ser destituida del cargo desde su creación.

## Biografía
Naranjo estudió arquitectura en la Universidad del Bío-Bío y diseño en permacultura en la Universidad Internacional de Permacultura de Argentina. Reside en la zona de Limarí desde hace 13 años. En 2008, fundó y dirigió la consultora "Permacultura del Sur", un emprendimiento de su autoría. Además, trabajó activamente como encargada de gestión ambiental y proyectos en la Municipalidad de Monte Patria.

### Carrera política
En 2021, se presentó como candidata independiente, con el apoyo del Partido Ecologista Verde, al recién creado cargo de Gobernador Regional, representando a la región de Coquimbo. En la primera vuelta obtuvo la primera mayoría con el 27,30% de los votos válidamente emitidos. En la segunda vuelta, fue elegida con el 61,96% de los votos, superando al candidato de la coalición de derecha, Chile Vamos, Marco Sulantay.

## Controversias

### Maltrato a funcionarios
Al asumir su cargo en 2021, una profesional de la Policía de Investigaciones (PDI) designada como escolta de la gobernadora renunció el mismo día de su nombramiento, alegando malos tratos. Según fuentes del Gobierno Regional, las denuncias y quejas recibidas por Naranjo han provenido mayormente de mujeres que trabajan en las dependencias del Gobierno Regional de Coquimbo. En diciembre de 2023, funcionarios de la Gobernación realizaron diversas protestas denunciando la arbitrariedad de Naranjo en la reasignación de funciones y la falta de comunicación con su equipo.
Estos antecedentes fueron recogidos por la Comisión Investigadora del Gobierno Regional y presentados al Tribunal Calificador de Elecciones entre mayo y diciembre de 2022 por la totalidad de los consejeros regionales de Coquimbo.

### Recurso de remoción
El 4 de abril de 2023, el Tribunal Calificador de Elecciones admitió un recurso de remoción presentado por los consejeros regionales de Coquimbo, solicitando su destitución. En el libelo, se cuestionaba el uso indebido de vehículos públicos, viajes internacionales sin una agenda clara, maltrato a funcionarios y el incumplimiento de plazos en la ejecución presupuestaria. El 6 de junio de 2023, el Tribunal resolvió dar curso a la causa, fijando seis puntos de prueba. Este fue el primer proceso de este tipo aplicado a un gobernador regional en Chile. La defensa de Naranjo fue asumida por Isidro Solís, exministro de Justicia durante los gobiernos de Ricardo Lagos y Michelle Bachelet.El 23 de agosto del 2024 es destituida del cargo de Gobernadora Regional por abandono de deberes.

### Mal uso de bienes fiscales
El 31 de mayo de 2022, la Contraloría Regional de Coquimbo inició una investigación sumaria en su contra por el presunto mal uso de un vehículo fiscal. El 22 de mayo de 2023, la Contraloría notificó a Naranjo del cierre de la investigación y de la formulación de cargos en su contra. Finalmente, la Contraloría resolvió sancionarla administrativamente por mal uso de recursos fiscales, suspendiéndola de sus funciones por tres meses y reduciendo su sueldo en un 50%. La Corte Suprema ratificó la sanción, pero redujo la suspensión a dos meses. Durante este periodo, el cargo de Gobernador Regional suplente fue ejercido por el consejero regional Wladimir Pleticosic (DC).